# Meridià 95 a l'est
El meridià 95 a l'est de Greenwich és una línia de longitud que s'estén des del pol Nord travessant l'oceà Àrtic, Àsia, l'oceà Índic, l'oceà Antàrtic i l'Antàrtida fins al pol Sud.
El meridià 95 a l'est forma un cercle màxim amb el meridià 85 a l'oest. Com tots els altres meridians, la seva longitud correspon a una semicircumferència terrestre, uns 20.003,952 km. Al nivell de l'Equador, és a una distància del meridià de Greenwich de 10.575 km.

## De Pol a Pol
Començant en el pol Nord i dirigint-se cap al pol Sud, aquest meridià travessa:
| Coordenades                             | País, territori o mar        | Notes |
| --------------------------------------- | ---------------------------- | --- |
| 90° 0′ N, 95° 0′ E / 90.000°N,95.000°E  | Oceà Àrtic                   | |
| 81° 8′ N, 95° 0′ E / 81.133°N,95.000°E  | Rússia                       | Krai de Krasnoiarsk — Illa Komsomólets, Terra del Nord |
| 80° 0′ N, 95° 0′ E / 80.000°N,95.000°E  | Estret de l'Exèrcit Roig     | |
| 80° 6′ N, 95° 0′ E / 80.100°N,95.000°E  | Rússia                       | Cap Octubre — Illa de la Revolució d'Octubre, Terra del Nord, Krai de Krasnoiarsk |
| 79° 2′ N, 95° 0′ E / 79.033°N,95.000°E  | Mar de Kara                  | |
| 76° 40′ N, 95° 0′ E / 76.667°N,95.000°E | Rússia                       | Arxipèlag de Nordenskiöld i península de Taimir, Krai de Krasnoiarsk Tuvà — des de 53° 22′ N, 95° 0′ E / 53.367°N,95.000°E                                                                     |
| 50° 3′ N, 95° 0′ E / 50.050°N,95.000°E  | Mongòlia                     | |
| 44° 15′ N, 95° 0′ E / 44.250°N,95.000°E | República Popular de la Xina | Xinjiang Gansu — des de 41° 45′ N, 95° 0′ E / 41.750°N,95.000°E Qinghai — des de 38° 25′ N, 95° 0′ E / 38.417°N,95.000°E Tibet — des de 32° 19′ N, 95° 0′ E / 32.317°N,95.000°E                |
| 29° 8′ N, 95° 0′ E / 29.133°N,95.000°E  | Índia                        | Arunachal Pradesh — reclamat parcialment per República Popular de la Xina · Assam — des de 27° 46′ N, 95° 0′ E / 27.767°N,95.000°E · Nagaland — des de 26° 55′ N, 95° 0′ E / 26.917°N,95.000°E |
| 25° 43′ N, 95° 0′ E / 25.717°N,95.000°E | Myanmar (Birmània)           | |
| 15° 47′ N, 95° 0′ E / 15.783°N,95.000°E | Oceà Índic                   | Passa a l'est de les illes de Breueh i Sumatra, Indonèsia |
| 60° 0′ S, 95° 0′ E / 60.000°S,95.000°E  | Oceà Antàrtic                | |
| 66° 14′ S, 95° 0′ E / 66.233°S,95.000°E | Antàrtida                    | Territori Antàrtic Australià, reclamada per Austràlia |